# Heißes Pflaster Hawaii
Heißes Pflaster Hawaii ist eine US-amerikanische Krimiserie mit Richard Grieco in der Hauptrolle. Von 1994 bis 1995 wurde eine 13-teilige erste Staffel produziert. Die Erstausstrahlung in den USA erfolgte am 20. März 1995 bei UPN, während die deutschsprachige Erstausstrahlung ab dem 8. Oktober 1995 bei VOX zu sehen war.

## Handlung
Richard DeMorra reist zur Beerdigung seines Vaters Joseph Rose nach Hawaii. Dieser gab jedem, in dessen Schuld er stand, einen Pokerchip (im englischen Original der titelgebende „Marker“), den derjenige einlösen könne, wenn er selbst einmal Hilfe braucht. Gegen den Willen der Witwe seines Vaters, Kimba, und mit der Unterstützung des Einheimischen Danny bleibt er auf Hawaii und macht es sich zur Aufgabe, denen Hilfe zu gewähren, die einst von seinem Vater mit einem Chip bedacht wurden.

## Besetzung
Die Hauptrolle des Richard DeMorra wird von Richard Grieco verkörpert. Die Rolle der Kimba spielt Gates McFadden. Danny Kahala wird von Andy Bumatai dargestellt.
Namhafte Gastdarsteller waren unter anderem Joe Viterelli, Sam Jones, Wings Hauser, Giovanni Ribisi, John Vernon und Billy Warlock.

## Produktion und Veröffentlichung
Die Serie handelte und entstand auf Hawaii. Ihre US-Premiere hatte sie am 20. März 1995 auf dem Sender UPN. Aufgrund niedriger Einschaltquoten wurde die Produktion nach der ersten, 13 Episoden umfassenden, Staffel eingestellt. In Deutschland lief die Serie erstmals ab Oktober 1995 auf VOX und wurde dort bis 1999 mehrmals wiederholt. Sie ist bisher nicht auf DVD oder Blu-Ray erschienen.

## Episoden
- 1.01 Im Zeichen der Rose  (Marker)
- 1.02 Bei Frank und Mike  (Frank and Mike’s)
- 1.03 Das Haus in den Wolken  (Cloud warriors)
- 1.04 Faule Tricks  (High and wild)
- 1.05 Sommerträume  (Spanish laughter)
- 1.06 Russisches Roulette  (From Russia with love)
- 1.07 Vaterliebe  (Spike through the heart)
- 1.08 Der Tote am Strand  (Dead man’s marker)
- 1.09 Das rosa Eichhorn  (The pink unicorn)
- 1.10 Machtgelüste  (Truth, lies and Rock’n’Roll)
- 1.11 Auf den Hund gekommen  (Snowballs in Hawaii)
- 1.12 Der Rockstar  (Factor X)
- 1.13 Wer ist Elisabeth?  (Discovery)